# باميلا كولمان سميث
باميلا كولمان سميث (بالإنجليزية: Pamela Colman Smith) هي رسامة توضيحية ورسامة ومصممة جرافيك وكاتِبة أمريكية، ولدت في 16 فبراير 1878 في بيملكو في المملكة المتحدة، وتوفيت في 18 سبتمبر 1951 في Bude ‏ في المملكة المتحدة.

## وصلات خارجية
- باميلا كولمان سميث على موقع ديسكوغز (الإنجليزية)